# Deswenlafaksyna
Deswenlafaksyna – wielofunkcyjny organiczny związek chemiczny, główny metabolit wenlafaksyny (jest produktem jej O-demetylacji). Stosowana jest w leczeniu depresji, podobnie jak jej macierzysty związek, od którego jest prawdopodobnie mniej skuteczna przy podobnym profilu bezpieczeństwa i tolerancji, chociaż późniejsza metaanaliza wykazała porównywalną skuteczność. Jest lekiem przeciwdepresyjnym z grupy inhibitorów wychwytu zwrotnego serotoniny i noradrenaliny (SNRI) i jest przyjmowana doustnie.
Częste działania niepożądane to zawroty głowy, problemy ze snem, zwiększone pocenie się, zaparcia, senność, niepokój i problemy seksualne. Poważne działania niepożądane mogą obejmować samobójstwo u osób poniżej 25 roku życia, zespół serotoninowy, krwawienie, manię i wysokie ciśnienie krwi. W przypadku gwałtownego zmniejszenia dawki może wystąpić zespół odstawienny. Nie jest jasne, czy stosowanie podczas ciąży lub karmienia piersią jest bezpieczne.
Deswenlafaksyna została dopuszczona do użytku medycznego w Stanach Zjednoczonych w 2008 roku. W Europie wniosek o jej zastosowanie został odrzucony w 2009 r. W 2017 roku była 235 najczęściej przepisywanym lekiem w Stanach Zjednoczonych, z ponad dwoma milionami recept.

## Zastosowania medyczne
Deswenlafaksyna jest stosowana przede wszystkim w leczeniu zaburzeń depresyjnych. Stosowanie badano tylko do 8 tygodni. Może być mniej skuteczna niż wenlafaksyna, chociaż niektóre badania wykazały porównywalną skuteczność z mniejszą częstością nudności.
Dawki 50–400 mg/dobę wydają się skuteczne w przypadku zaburzeń depresyjnych, chociaż nie wykazano żadnych dodatkowych korzyści przy dawkach większych niż 50 mg/dobę, a zdarzenia niepożądane i przerwanie leczenia występowały częściej przy wyższych dawkach.
Deswenlafaksyna poprawia wynik HAM-D17 oraz pomiarów dobrego samopoczucia, takich jak Skala Niepełnosprawności Sheehana (SDS) oraz 5-punktowy Indeks Dobrostanu Światowej Organizacji Zdrowia (WHO-5).

## Efekty uboczne
Częstotliwość działań niepożądanych:
Bardzo częste działania niepożądane obejmują:

- Mdłości
- Ból głowy
- Zawroty głowy
- Suchość w ustach
- Nadpotliwość
- Biegunka
- Bezsenność
- Zaparcie
- Zmęczenie

Częste działania niepożądane obejmują:

- Drżenie
- Niewyraźne widzenie
- Rozszerzenie źrenic
- Zmniejszony apetyt
- Dysfunkcja seksualna
- Bezsenność
- Lęk
- Podwyższony poziom cholesterolu i trójglicerydów
- Białkomocz
- Zawroty głowy
- Odczucie bycia roztrzęsionym
- Astenia (słabość fizyczna i psychiczna)
- Nerwowość
- Uderzenia gorąca
- Drażliwość
- Nienormalne sny
- Problemy z oddawaniem moczu
- Ziewanie
- Wysypka

Niezbyt częste działania niepożądane obejmują:

- Nadwrażliwość
- Omdlenia
- Depersonalizacja
- Hipomania
- Syndrom odstawienny
- Zatrzymanie moczu
- Krwawienie z nosa
- Łysienie (wypadanie włosów)
- Niedociśnienie ortostatyczne

Rzadkie działania niepożądane obejmują:

- Hiponatremia (niski poziom sodu we krwi)
- Napady padaczkowe
- Pozapiramidowe efekty uboczne (zespół pozapiramidowy)
- Omamy
- Obrzęk naczynioruchowy
- Reakcja nadwrażliwości na światło
- Zespół Stevensa-Johnsona

Częste działania niepożądane, ale o nieznanym nasileniu to:
- Krwawienia z przewodu pokarmowego
- Jaskra
- Mania
- Choroby śródmiąższowe płuc
- Eozynofilowe zapalenie płuc
- Nadciśnienie
- Zachowania i myśli samobójcze
- Zespół serotoninowy

## Farmakologia
Deswenlafaksyna jest syntetyczną postacią wyizolowanego głównego aktywnego metabolitu wenlafaksyny i jest klasyfikowana jako inhibitor wychwytu zwrotnego serotoniny i noradrenaliny (SNRI). Kiedy większość osób (normalnie metabolizujących) przyjmuje wenlafaksynę, około 70% dawki jest metabolizowane do deswenlafaksyny, więc oczekuje się, że działanie tych dwóch leków będzie bardzo podobne. Działa poprzez blokowanie transporterów „wychwytu zwrotnego” kluczowych neuroprzekaźników wpływających na nastrój, pozostawiając w ten sposób bardziej aktywne neuroprzekaźniki w synapsie. Dotkniętymi neuroprzekaźnikami są serotonina (5-hydroksytryptamina) i noradrenalina (noradrenalina). Jest około 10 razy silniejszy w hamowaniu wychwytu serotoniny niż wychwytu noradrenaliny.
| Transporter | K i [nM] | IC50 [nM] |
| ----------- | -------- | --------- |
| SERT        | 40,2     | 47,3      |
| NET         | 558,4    | 531,3     |